# Brezari
Brezari je vesnice v Chorvatsku v Záhřebské župě. Je součástí opčiny města Jastrebarsko, od něhož se nachází 9 km severozápadně. V roce 2011 zde žilo 66 obyvatel.
Sousedními vesnicemi jsou Celine a Rastoki.